# Stig-Göran Myntti
Stig-Göran Mikael Myntti, född 6 augusti 1925 i Malax, död 28 februari 2020, var en finländsk fotbolls- och bandyspelare. Han är far till Kenth Mikael Myntti.
Myntti var en av bollsportens stora personligheter i Finland, en elegant och effektiv spelare med ypperlig bollbehandling. Han var en stöttepelare i Vasa IFK och landslaget som halvback och inner; spelade hela 61 fotbollslandskamper (5 mål) 1945–1958. Han spelade 250 mästerskapsseriematcher (121 mål) och erövrade finländska mästerskapet med Vasa IFK 1944–1945, 1947–1948 och 1953, silver 1951 och 1952, brons 1955. Han var 1952 medlem av OS-laget som slogs ut. I bandy spelade han tolv landskamper (4 mål) och två B-kamper samt vann 1957 silver i både FM och VM. Han har även varit verksam som byggmästare och var idrottsledare i Vasa stad 1965–1981. Han har varit en framgångsrik tränare i både fotboll och bandy. Han tilldelades Sport-Pressens guldmedalj 1953.